# 马尔科姆·格雷泽
马尔科姆·埃尔温·格雷泽（Malcolm Irving Glazer，1928年5月25日—2014年5月28日），美国商人和运动队老板。他是第一联盟集团（First Allied Corporation）的总裁和CEO。他还是美国佛罗里达州美式足球队坦帕湾海盗和英格兰足球超级联赛球队曼彻斯特联队的所有者。

## 生平
马尔科姆·格雷泽常居于佛罗里达州的棕榈滩(Palm Beach),是立陶宛猶太移民家庭的七個孩子中的第五個,他父亲传说在到美国前曾是俄国军队的逃兵。在1943年他15岁时因父亲過世而成为了一家之长，并接管了一些钟表零件生意。当时他只有300美元，不过他姐姐声称父亲留给了他一大笔遗产。
他后来转向地产，在1970年代买下了多个活动房屋停放地，大多数在佛罗里达。他成立第一联盟集团，并进行多种投资。他和妻子琳达结婚，有5个儿子和一个女儿，分别是艾弗拉姆·格雷泽、凯文·格雷泽、布赖恩·格雷泽、乔尔·格雷泽、达茜·格雷泽和爱德华·格雷泽。其中乔尔、布赖恩和爱德华成为了第一联盟集团的副总裁。他现在经营多种商业，包括购物中心和疗养院。
在2006年4月16日，格雷泽突患中风，语言能力受损和右侧上肢和下肢瘫痪。当时，乔尔说：“我的父亲意志坚定，医生正努力使我父亲复原。”但在再进行了努力治疗后，格雷泽在五月再次中风。随之有传言说他于2012年5月去世，但曼联俱乐部随之否认了这个消息。

## 商业
在1980年他母亲死后，格雷泽和他的姐妹拼命争夺他母亲的一百万美元遗产。
格雷泽第一次试图合伙接管企业是在1984年，但他对破产的美国联合铁路公司76亿美元的出价失败了。他在1988年和收购福米卡家具塑料贴面也失败了。格雷泽成功收购的公司中有扎帕塔(Zapata)，一个老布什创建的石油和天然气公司。格雷泽并成功地把它改为鱼产品和加勒比超市。
格雷泽在美国有多种投资，经营包括食品设备、食品包装、食品供应、水产、广播、银行、天然气和石油、网络、股票和债券以及肠衣制造等产业。

## 坦帕湾海盗
在1995年，格雷泽以1.92亿美元买下了佛罗里达的美式足球队坦帕湾海盗。他的儿子布赖恩、爱德华和乔尔参与到球队决策中。
格雷泽家族曾计划把球队搬到巴尔的摩，因为那里有个更好的球场。坦帕市通过决议建造了一座新的球场，雷蒙德·詹姆斯球场(Raymond James Stadium)，以取代老旧的坦帕球场(Tampa Stadium)。到2004年，这支球队被估价为6.75亿美元。
格雷泽在坦帕湾海盗的经营非常有效。坦帕湾海盗渐渐从一支“烂队”，变为季后赛的有力竞争者。在2002年，他们在教练琼·格鲁登(Jon Gruden)的带领下击败奥克兰袭击者，获得了超级杯。

## 收购曼联
格雷泽在2003年9月26日的时候就拥有曼联3.17%的股份。在11月29日时，他已有15%的曼联股份，并和曼联的首席执行官大卫·吉尔谈判关于收购的事。在2004年6月，他已持有超过19%的股份。
在2005年5月12日，格雷泽与两位曼联股东J·P·麦克马努斯(J. P. McManus)和约翰·马格尼尔(John Magnier)达成一致，买下了他们手中28.7%的股份。接着买下了曼联第三大股东哈里·多布森(Harry Dobson)手中的股份，此时格雷泽已拥有曼联62%的股份。当天晚些时候，格雷泽已持股71.8%。
在5月16日，格雷泽已持有75%以上的股份，并在6月22日将曼联从伦敦股市上撤下。在6月28日，他已持有98%的股份，可以迫使剩下的股东卖出自己手中所有的股票。最后格雷泽大约花去了14.7亿美元来收购曼联。
由於格雷泽的大多数资金来源于短期融资，许多曼联球迷担心这会使球队背上沉重的债务，引发了大规模抗议格雷泽收购曼联的游行。在此期间，许多英国小报也以格雷泽为卖点，“披露”大量格雷泽的“故事”，大多把格雷泽描绘成一个冷漠无情唯利是图的人。当然这些报道的真实性不高。相反在格雷泽收购後並沒干涉球隊，也沒損害曼聯實力，曼联仍能順利贏得2007年英超聯賽冠軍，翌年並勇奪歐冠聯冠軍，及成功衛冕隨後兩賽季英超聯賽冠軍。
然而隨著領隊費格遜退休，曼聯實力開始大倒退。之後有傳媒爆料指格拉沙家族只是將曼聯當作其家族賺錢的工具，對於球隊的付出可以說是近乎零。所以不少球迷認為曼聯的實力大倒退與格拉沙家族脫不了關係。

## 逝世
2014年5月28日，坦帕灣海盜宣布格雷泽病逝，享壽85歲。